# Ssangyong Actyon

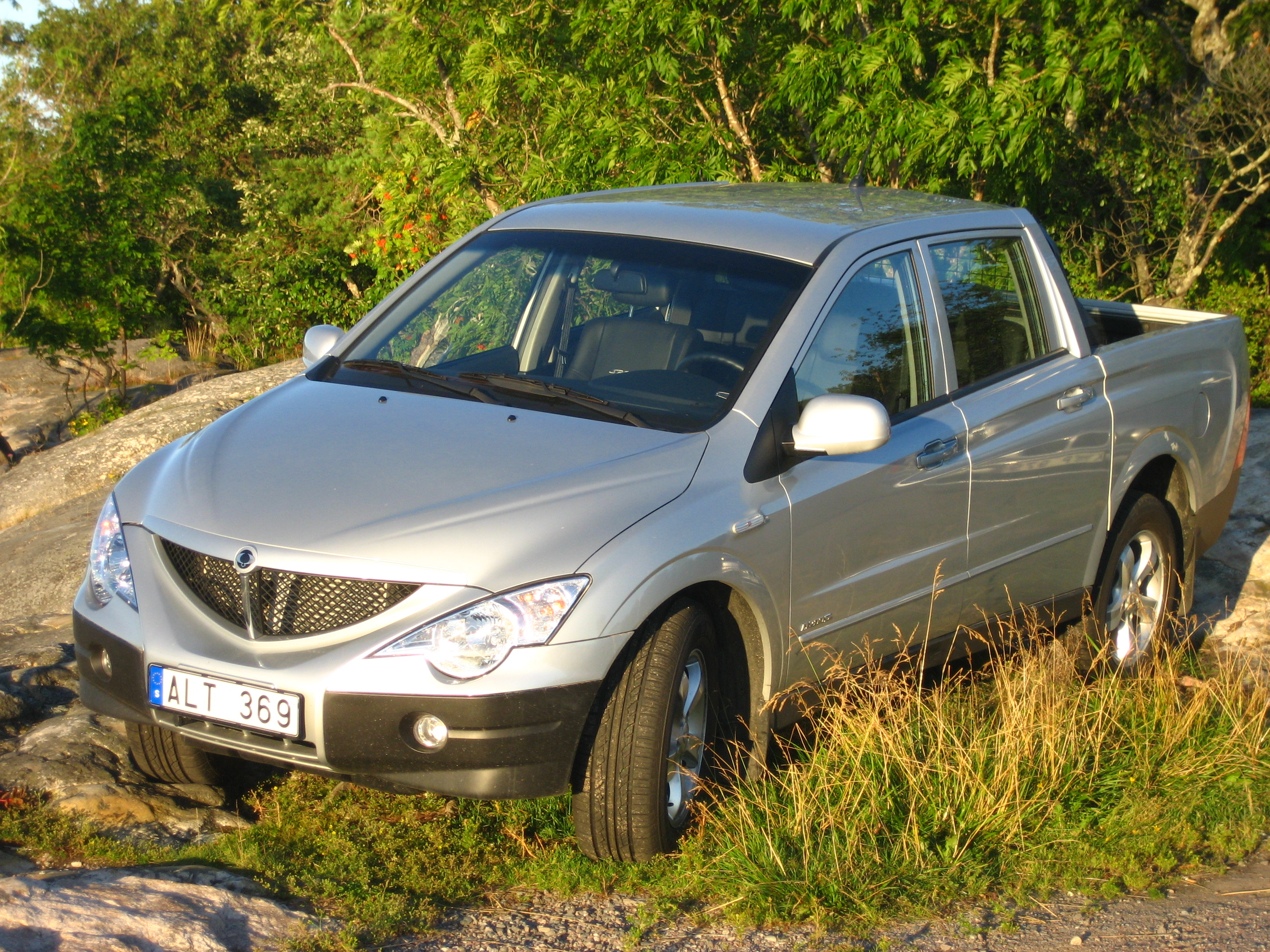
Ssangyong Actyon Sports

Ssangyong Actyon är en SUV-modell som presenterades 2006 då den ersatte Mussomodellen. Actyon erbjuds dels med femdörrars kombikaross och dels som pickup, kallad Actyon Sports. Modellen finns med både två- eller fyrhjulsdrift kopplad till en bensin- eller dieselmotor. Liksom övriga Ssang Yong-modeller har Actyon ett tämligen spektakulärt utseende. 